# Barry Nelson
Barry Nelson (16. april 1917 – 7. april 2007) var en amerikansk skuespiller, der bl.a. huskes som den første James Bond. Han spillede rollen i tv-filmen Casino Royale (1954) – længe inden Sean Connery debuterede som Agent 007 i Dr. No (1962).
Barry Nelson havde dog mange andre store roller, både i tv, på film og på teatret. Bl.a. medvirker han i spændingsfilmen Airport (film) (1970) og i Stanley Kubricks gyser The Shining (1980), og på Broadway spillede han over for Liza Minnelli i musicalen The Act.

## Eksterne links
- Wikimedia Commons har flere filer relateret til Barry Nelson
- Barry Nelson på Internet Movie Database (engelsk)
- Barry Nelson på Filmdatabasen
- Barry Nelson på Scope
- Barry Nelson på Svensk Filmdatabas (svensk)
- Barry Nelson på AlloCiné (fransk)
- Barry Nelson på AllMovie (engelsk)
- Barry Nelson på Turner Classic Movies (engelsk)
- Barry Nelson på Rotten Tomatoes (engelsk)
- Barry Nelson på The Movie Database (engelsk)
- Barry Nelson på Internet Broadway Database (engelsk)
- Barry Nelson på Internet Broadway Database (engelsk)